# Silginy
Silginy (deutsch Sillginnen) ist ein Dorf in Polen in der Woiwodschaft Ermland-Masuren. Es liegt im Powiat Kętrzyński (Kreis Rastenburg) und ist Teil der Gemeinde Barciany (Barten).

## Geographische Lage
Das Dorf liegt im Norden Polens, etwa acht Kilometer südlich der Staatsgrenze zum russischen Oblast Kaliningrad. Durch das Dorf fließt die Liebe (polnisch Liwna). Die einstige Kreisstadt Gerdauen (russisch Schelesnodoroschny) liegt 13 Kilometer nordöstlich, die heutige Kreismetropole Kętrzyn (deutsch Rastenburg) 23 Kilometer südöstlich.

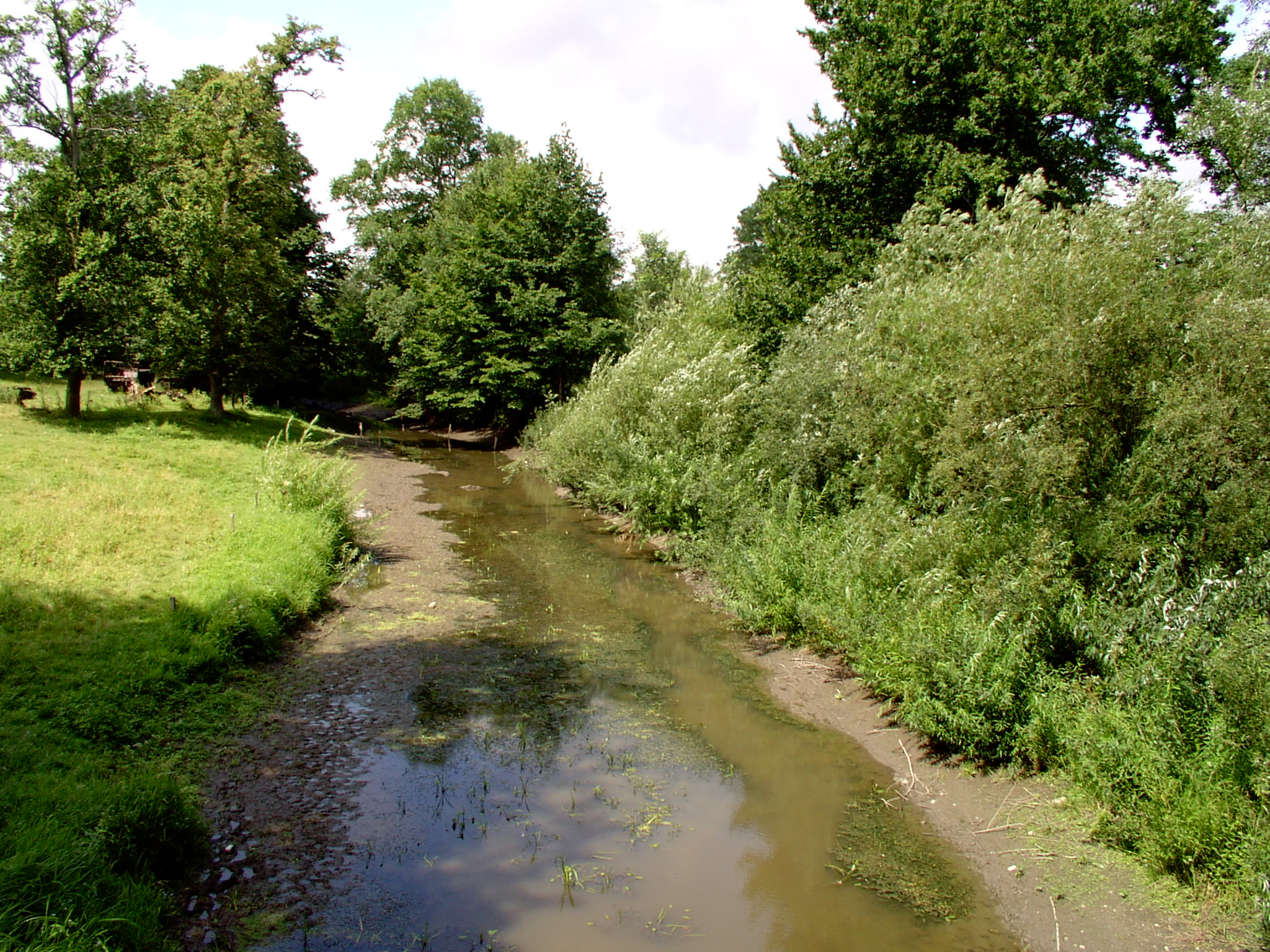
Die Liebe (Liwna) bei Silginy

## Geschichte
Das heutige Silginy wurde 1409 mit einer zugehörigen Fläche von 9 Hufen oder 1422 mit einer Fläche von 14 Hufen angelegt. Die Ortschaft bestand 1422 aus zwei Rittergütern. 1785 bestand Sillginnen aus 21 Wohnhäusern. 1836 wurde ein Gutshaus nach Plänen von Karl Friedrich Schinkel errichtet. Um 1900 war das Gut Eigentum von Johannes Lehmann-Hohenberg und dem Geheimen Kanzleirath Andreas Haller. 1910 lebten 323 Menschen in Sillginnen.
Am 30. September 1928 wurde der Gutsbezirk Sillginnen in die Landgemeinde Kröligkeim eingegliedert.
Am Ende des Zweiten Weltkrieges, marschierte die Rote Armee in die Gegend ein. Die Bewohner des Altenheims begingen Selbstmord, wurden erschossen oder erfroren. Als Folge des Krieges wurde Sillginnen als Silginy Teil der Volksrepublik Polen. Das Gutshaus wurde zunächst als Sommerferienheim für Jugendliche, später als Wohnraum für Staatsangestellte genutzt. 1970 wurden 277 Einwohner im Dorf gezählt. Diesen standen eine achtklassige Grundschule sowie ein Kinosaal mit 50 Plätzen zur Verfügung. 1973 wurde Silginy als Teil der Gemeinde Skandawa Sitz eines Schulzenamtes (Sołectwo), zu dem die Ortschaften Dobrzykowo (Dawerwalde), Garbno (Laggarben), Solkieniki (Solknick) und Zielone gehörten.
Auch heute noch ist Silginy Sitz eines Schulzenamtes, gehört nun jedoch zum Verbund der Landgemeinde Barciany (Barten) im Powiat Kętrzyński (Kreis Rastenburg), bis 1998 der Woiwodschaft Olsztyn, seither der Woiwodschaft Ermland-Masuren zugehörig. Im Jahre 2011 hatte Silginy 161 Einwohner.

### Amtsbezirk Sillginnen (1874–1932)
Am 9. April 1874 wurde Sillginnen Amtsdorf und damit namensgebend für einen Amtsbezirk im Kreis Gerdauen im Regierungsbezirk Königsberg in der preußischen Provinz Ostpreußen. Lediglich die Landgemeinde Kröligkeim (polnisch Krelikiejmy) und der Gutsbezirk Sillginnen waren eingegliedert. Der Amtsbezirk Sillginnen wurde am 6. März 1932 in „Amtsbezirk Kröligkeim“ umbenannt. Zu ihm gehörte bis zu seinem Ende 1945 nur noch die Landgemeinde Kröligkeim selbst.

## Kirche
Bis 1945 war Sillginnen in den Pfarrsprengel der Kirche Laggarben der vereinigten evangelischen Kirchengemeinden Laggarben-Dietrichsdorf in der Kirchenprovinz Ostpreußen der Kirche der Altpreußischen Union sowie in die römisch-katholische Kirche St. Bruno in Insterburg (russisch Tschernjachowsk) im damaligen Bistum Ermland eingepfarrt.
Heute gehört Silginy katholischerseits zur Pfarrei Garbno im jetzigen Erzbistum Ermland, evangelischerseits zur Kirchengemeinde in Barciany, einer Filialgemeinde der Johanneskirche in Kętrzyn in der Diözese Masuren der Evangelisch-Augsburgischen Kirche in Polen.

## Gutshaus Sillginnen

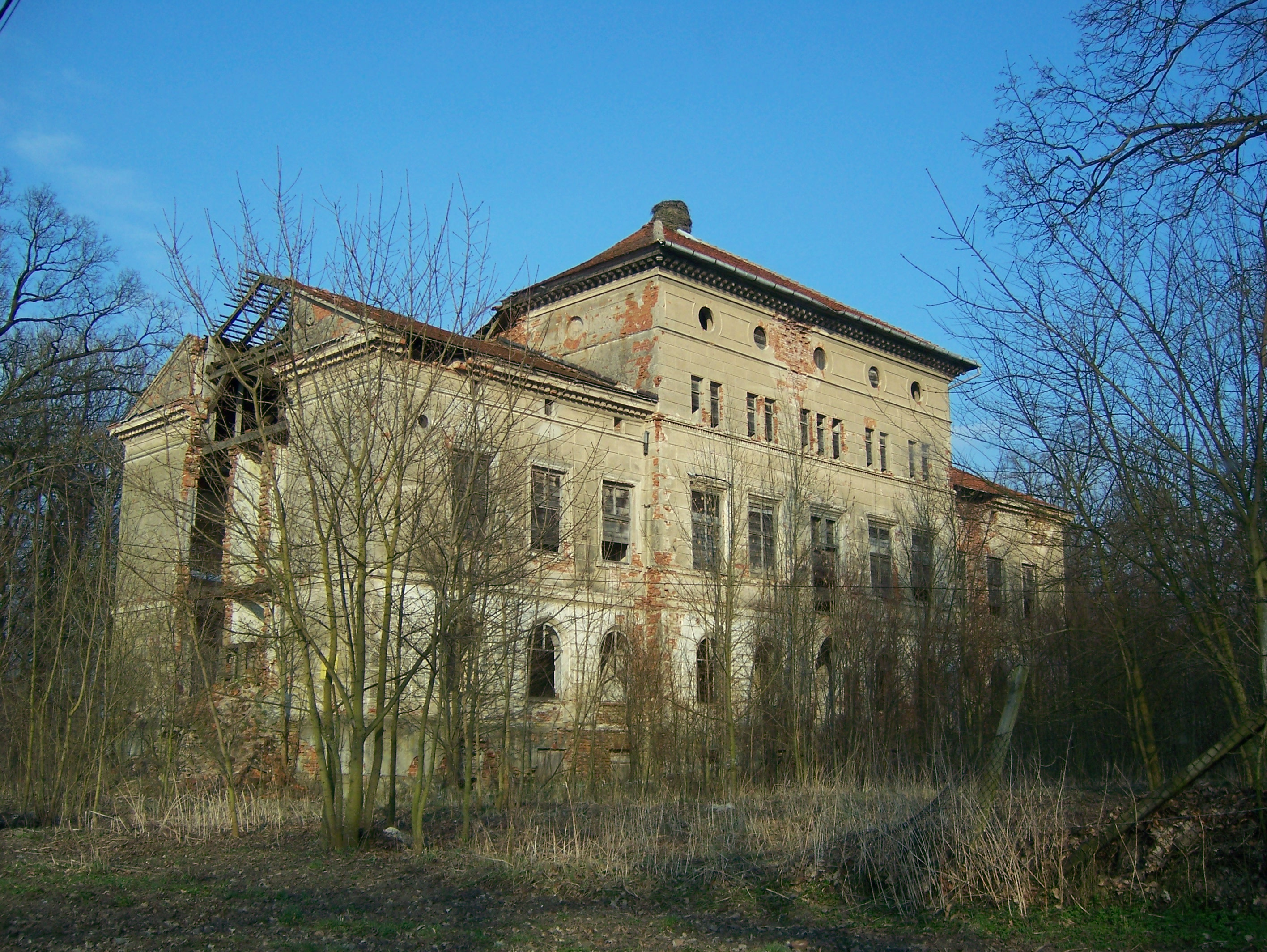
Ruinen des Gutshauses (2009)

1836 wurde unter Henriette Gräfin von Viereck (1766–1854), Hofdame der Königin Luise, ein Gutshaus nach Plänen von Karl Friedrich Schinkel errichtet. 1927 bis 1930 war das Gutshaus im Besitz der von Kalcksteinschen Erben, anschließend des Bundes der Guoten. Diese wurden enteignet und die Nationalsozialistische Deutsche Arbeiterpartei richtete hier ein Schulungszentrum ein. 1937 wurde der Kreis Gerdauen Eigentümer des Gebäudes und ließ ein Altersheim für 60 bis 70 Insassen errichten. 1970 kam es zu einer Gasexplosion, die das Gebäude erheblich beschädigte und den Beginn des Verfalls des Gutshauses bedeutete.
1993 erwarb der Dittchenbühne e. V. Elmshorn das Gutshaus, stellte aber bereits 1994 seine Restaurierungsarbeiten wieder ein.

## Verkehr
Durch das Dorf führt eine Nebenstraße, die von Kotki (Krausen) an der Woiwodschaftsstraße 591 (frühere deutsche Reichsstraße 141) über Skandawa (Skandau) nach Krelikiejmy (Kröligkeim) und weiter bis nach Prosna (Prassen) führt.
Über eine eigene Bahnstation verfügt Silginy nicht. Die nächste Bahnstation befindet sich im elf Kilometer südlich gelegenen Korsze (Korschen), wo es Direktverbindungen nach Olsztyn (Allenstein) und Posen sowie nach Ełk (Lyck) und Białystok gibt.
Der nächstgelegene internationale Flughafen ist der Flughafen Kaliningrad, der sich etwa 80 Kilometer nordwestlich auf russischem Hoheitsgebiet befindet. Der nächste internationale Flughafen auf polnischem Staatsgebiet ist der etwa 180 Kilometer westlich befindliche Lech-Wałęsa-Flughafen Danzig.